# Катастрофа Ил-76 в Могадишо
Катастрофа Ил-76 в Могадишо — авиационная катастрофа, произошедшая в пятницу 23 марта 2007 года. Военно-транспортный самолёт Ил-76ТД (борт EW-78849) белорусской авиакомпании «Трансавиаэкспорт», выполнявший рейс по маршруту Могадишо — Джибути (дозаправка) — Минск, был сбит при взлёте из аэропорта города Могадишо — столицы Сомали. По предварительным данным самолёт сбит боевиками-экстремистами.
В результате катастрофы погибли 11 человек: 4 техника и 7 членов экипажа.

## Экипаж и пассажиры

### Экипаж
- Игорь Леонидович Вашкевич — командир воздушного судна, командир авиационного отряда (1962 г.р.; 45 лет)
- Александр Викторович Гоманьков — второй пилот (1966 г.р.; 41 год)
- Геннадий Александрович Трашков — штурман (1960 г.р.; 47 лет)
- Иван Иванович Габ — бортинженер (1952 г.р.; 55 лет)
- Олег Викторович Канунников — бортрадист (1964 г.р.; 43 года)
- Александр Иванович Зернин — старший бортоператор (1955 г.р.; 52 года)
- Игорь Михайлович Гресь — бортоператор (1975 г.р.; 32 года)

### Пассажиры
- Михаил Иванович Баглов — инженер по эксплуатации самолёта (1944 г.р.; 63 года)
- Олег Евгениушович Бондаронок — авиационный техник (1962 г.р.; 45 лет)
- Дмитрий Сергеевич Носников — авиационный техник (1984 г.р.; 23 года)
- Артём Борисович Сычугов — авиационный техник (1983 г.р.; 24 года)

## Происшествие
9 марта другой Ил-76 компании выполнял рейс в рамках миротворческой миссии Африканского союза — перевозил два бронетранспортера из Уганды в Сомали. При заходе на посадку в Могадишо, когда самолёт находился на высоте 150 метров, он был обстрелян из ПЗРК с борта катера. На борту возник сильный пожар, однако пилотам удалось посадить самолёт и избежать жертв. Самолёт получил серьёзные повреждения и признан не подлежащим ремонту.
Борт, потерпевший крушение 23 марта, перевозил оборудование, демонтированное с пострадавшего 9 марта самолёта. По более поздним данным  к технической цели компании забрать оборудование командировка экипажа отношения не имела.
Тела погибших при катастрофе 23 марта доставлены 30 марта в Минск специальным рейсом Ан-12 из Фуджейры.

## Расследование
Сразу после катастрофы КГБ РБ и прокуратура начали расследование обстоятельств инцидента. В ходе длительных разбирательств было установлено, что самолёт был сбит в результате теракта. Об этом сообщил 16 января генеральный прокурор Беларуси Петр Миклашевич на пресс-конференции в Минске. По словам П.Миклашевича, при расследовании дела помощь белорусской стороне оказывала ООН.

## Последствия
Сомалийские власти заявили, что авария произошла в результате несчастного случая, отрицая информацию об атаке со стороны радикалов. Тем временем белорусские чиновники подтвердили, что самолёт был сбит. Сомалийские военные стали охранять территорию, где произошла катастрофа. Компания «Трансавиаэкспорт» приостановила все рейсы в Сомали.
С 5 апреля 2007 года Федеральное авиационное управление США выпустило сообщение, запрещающее американским авиакомпаниям, работающим над сомалийским воздушным пространством, летать на высотах ниже 26000 футов (7900 м), из-за возможной угрозы со стороны гранатомётов и зенитно-ракетных комплексов.

## Память
- После катастрофы был открыт сайт памяти погибших лётчиков[8].
- 10 октября 2008 года премьер-министр Беларуси Сергей Сидорский вручил в Минске ордена за личное мужество родным и близким членов экипажа сбитого в Сомали белорусского самолета[9].

## Другие инциденты
- Бомбардировка Буаке (2004)
- Катастрофа двух Ми-24 в ДР Конго (2017)